# Gustaaf Schlegel

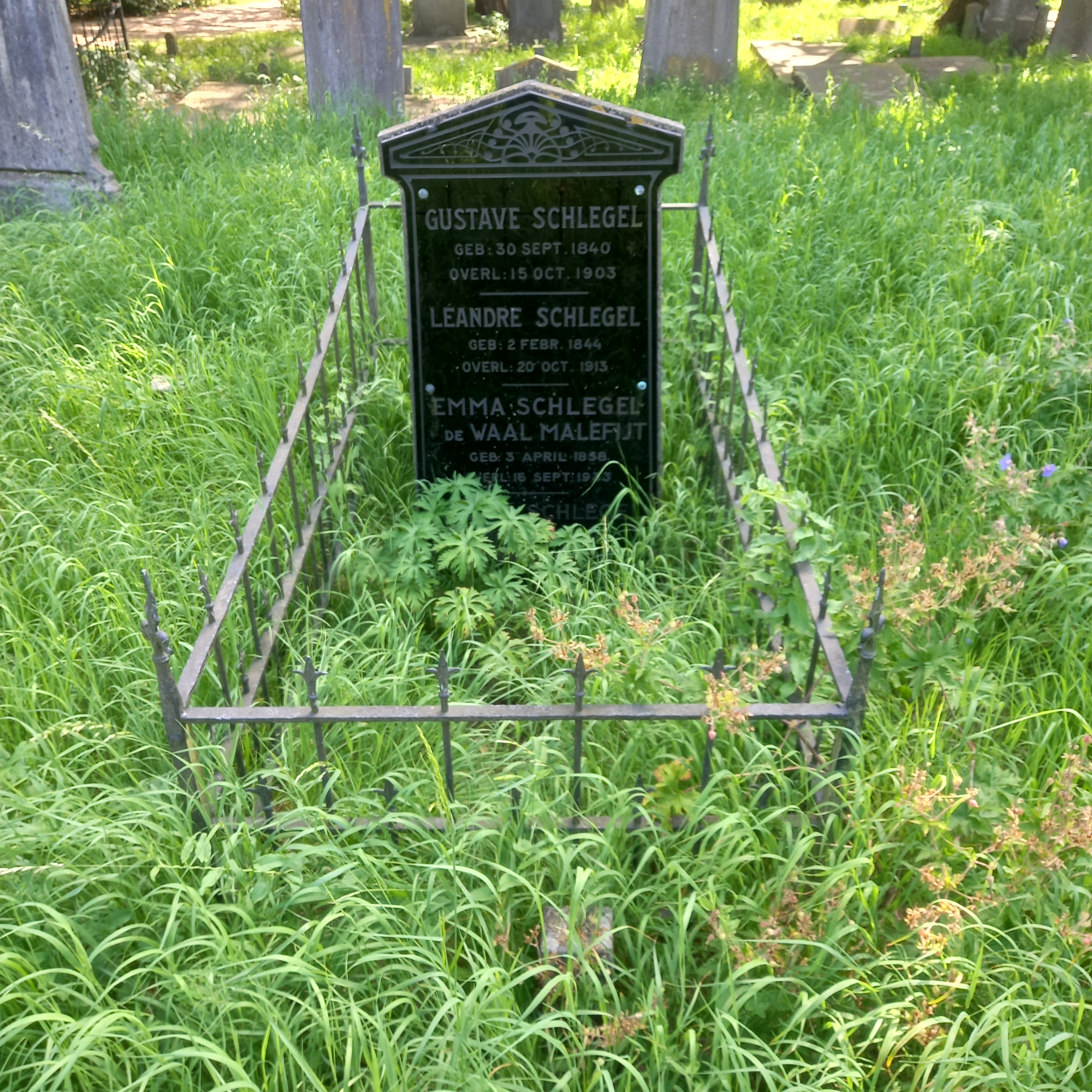
Het graf van Gustaaf Schlegel op Begraafplaats Groenesteeg te Leiden

Gustaaf Schlegel (Oegstgeest, 30 september 1840 - Leiden, 15 oktober 1903) was een Nederlands sinoloog. Hij was een zoon van de ornitholoog Hermann Schlegel; zijn broer was de componist Leander Schlegel.

## Leven en werk
Gustaaf Schlegel kreeg een veelzijdige opvoeding en ontving zijn onderwijs in eerste instantie van zijn eigen vader, de Duitse zoöloog Hermann Schlegel, afkomstig uit het Duitse Altenburg. Op zijn negende begon hij, in eerste instantie zonder medeweten van zijn ouders, Chinees te leren bij Johann Joseph Hoffmann. Toen Hoffmann werd gevraagd enkele jongeren op te leiden tot tolk Chinees schreef hij daarvoor een studieprogramma. Hij diende tevens een verzoek in bij de Minister van Koloniën Charles Ferdinand Pahud om de toen dertienjarige Gustaaf een maandelijkse toelage van 25 gulden toe te kennen. Daardoor kon hij privélessen volgen in plaats van zijn opleiding aan het Leidse Stedelijk Gymnasium. Hij kreeg toestemming, maar vanwege het ontbreken van goede grammatica- en woordenboeken was de opleiding erg zwaar. Na de studie werden de jongens enkele jaren naar het Chinese keizerrijk gezonden om praktijkervaring op te doen in de twee zuidelijke kustdialecten die het meest werden gesproken door Chinezen in Nederlands-Indië.
Op 20 augustus 1862 werd Schlegel benoemd tot tolk voor de Chinese taal te Batavia. In 1866 verscheen zijn studie Thian Ti Hwui die hij op basis van in beslag genomen Chinees materiaal had kunnen doen. Hierin analyseerde hij voor het eerst de geheime Chinese genootschappen, waarna de overheid kon ingrijpen in de Chinese onderwereld. In 1875 werd Schlegel benoemd tot hoogleraar titulair in de Chinese taal aan de Leidse universiteit. In 1877 bezette hij als eerste de leerstoel Chinees in Leiden.